# 巴拿馬囊齒脂鯉
巴拿馬囊齒脂鯉（学名：Saccodon dariensis）為輻鰭魚綱脂鯉目脂鯉亞目下口半脂鯉科的其中一個種，分布於中美洲巴拿馬Atrato與Magdalena河流域，體長可達12.7公分，棲息在水流快速的水域，以藻類及水生昆蟲為食，生活習性不明。